# 1375
Cette page concerne l'année 1375  du calendrier julien. Pour l'année 1375 av. J.-C., voir 1375 av. J.-C.
L'année 1375 est une année commune qui commence un lundi.

## Événements
- 16 avril : capture du roi Léon VI d'Arménie par les Mamelouks[1]. Conquête de l’Arménie cilicienne par les Égyptiens : les seigneurs arméniens, que le roi Léon VI avait chargé de défendre Sis, livrent la ville.

- Les Cresques, cartographes majorquins, dressent la carte dite de Charles V mentionnant les villes de Tombouctou, Mali et Gao. Au centre du Sahara trône un roi noir[2].

- Acamapichtli, le fils du roi toltèque de Culhuacan devient Tlatoani c’est-à-dire roi-prêtre des Aztèques[3].

- Début du règne du sultan Bahmanî Ala-ud-din Mujahid Shah[4].

### Europe

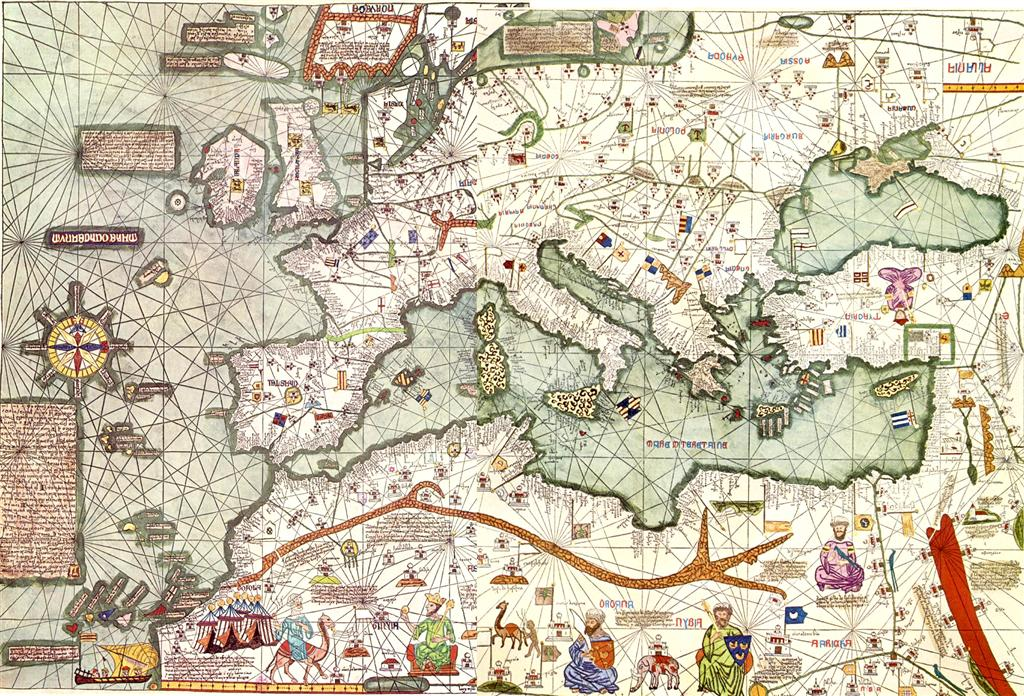
L'Europe sur l'Atlas catalan d'Abraham et Jehuda Cresques, 1375

- Récurrence de la peste en Europe. L’Angleterre perd 12,7 % de sa population[5].

- 26 mai : promulgation à Santarém de la lei das Sesmarias, loi agraire destinée à promouvoir la mise en valeur des terres pour lutter contre la pénurie alimentaire au Portugal[6]. Son principe sera appliqué plus tard à la colonisation du Brésil.
- 1er juin : reddition de Cognac assiégée par le duc de Berry[7].
- 24 juin : le condottiere John Hawkwood, envoyé par le légat du pape à Bologne, entre en Toscane pour brûler les moissons. Les Florentins achètent son départ. Ils forment une ligue avec Sienne, Lucques, Arezzo et Pise contre le pape et provoquent une révolte générale dans les États pontificaux[8].
- 27 juin : trêve de Bruges entre la France et l'Angleterre[9].
- 3 juillet : capitulation de Saint-Sauveur-le-Vicomte en Cotentin, assiégée par Jean de Vienne depuis un an[10].
- 15 juillet : concordat de Bruges entre l'Angleterre et le Saint-Siège[11].
- 13 octobre : compromis d’Ansó, sentence établissant la Junte de Roncal[12].
- 24 octobre : après une série de défaites et de revers, Valdemar IV de Danemark meurt sans héritiers directs. Margrethe Valdemarsdotter exerce la régence de Danemark pour son fils Olav[13].
- 26 décembre[14] :  dispute de Pampelune, confrontant devant le roi Charles II de Navarre le cardinal Pedro de Luna (futur antipape Benoît XIII) et le Juif de Tudela Sham Tov Ibn Shaprut (en). Rien de positif n’en émane, ni dans un sens, ni dans l’autre.

- À Utrecht, l’évêque Arnold de Horne doit concéder des garanties judiciaires à ses sujets et leur consultation pour les grandes décisions politiques[15].
- Petru Muşat devient prince de Moldavie (fin en 1391)[16]. Il incorpore à l’ancienne marche moldave des territoires au nord et au sud pour constituer l’État de Moldavie.
- Michel II de Tver capitule devant Dimitri Donskoï et reconnaît la prééminence de Moscou[17].
- L’évêque Serbe Cyprien devient métropolite de Kiev[18].
- Selon la Chronique illustrée d'Ivan le Terrible, le diacre Nikita et le « simple » Karp, adeptes de la secte des Strigolniki, qui s'est développée à Pskov et à Novgorod, sont noyés dans le Volkhov pour hérésie[19].